# Multiplet
En física, un multiplet pot significar:
- Espectroscopia: un grup de línies espectrals relacionades

- Física de partícules: un grup de partícules subatòmiques relacionades per alguna propietat (nombre quàntic) comuna.

L'exemple més conegut són els multiplets d'espín, els quals són una representació d'un subgrup SU(2) de l'àlgebra de Lorentz. Per exemple, un singlet d'espín és la representació trivial, un doblet d'espín és la representació fonamental i un estat triplet és una representació de vector.
En altres casos, el terme multiplet normalment es refereix a la representació fonamental d'una àlgebra de gauge. Per exemple, en QCD, els quarks són en un multiplet de SU(3).